# 夢のあとに (テレビドラマ)
『夢のあとに』（ゆめのあとに）は、TBSテレビ「金曜ドラマ」（第1期）で1978年4月21日から6月30日まで放送された日本のテレビドラマ。全11話。脚本は高橋玄洋。

## 内容
海渡英祐の小説「燃えつきる日々」を原作として脚色。太平洋戦争の開戦直前という激動の時代の中で互いに対立する海軍和平派と陸軍好戦派の暗闘を背景とし、和平派の一員・高山真介とその妻・輝子を主人公として、その愛と逃亡の軌跡を描いたドラマ。
昭和15年（1940年）春、日米開戦に向かおうかとしている不穏な空気が漂い地響きがしている頃、戦争突入を回避しようとする海軍和平派グループと、決戦止む無しとする陸軍好戦派グループが対立この二派の暗闘は深く静かに潜行して進みながらもピークに達していた。海軍大尉・高山真介は和平派の一員であり、たとえ命をかけてもこの流れを食い止めようと努めていたが、ある日、真介の妻・輝子の元に戦地に居る真介が病死したという通知が届き、輝子は悲しみにくれていた。実は真介は、その活動を完全に敵にマークされており、自分の身辺に危険が迫るほど緊張していたことで、開戦阻止活動の完遂のために家族にも知らせず病死という事にして軍籍を抹消し、田村一郎と名前を変えて、工作員としてニューヨークで日米開戦を阻止すべく和平工作に奔走していたのだった。そして田村一郎こと高山は、同じ工作員の岩岡の勧めにより、連絡のために一旦帰国する―――。

## 出演
- 田村一郎（高山真介）：石坂浩二
- 高山輝子：竹下景子
- 中沢靖彦：あおい輝彦
  - （新聞記者）
- 園部香代子（博道の娘）：エルザ
  - （日本人（博道）とアメリカ人のハーフ）
- 園部博道：仲谷昇
  - （香代子の父。和平派のリーダー）
- 佐川作造（輝子の義兄）：河原崎長一郎
- 卓也（輝子の兄）：東野英心
- 岩岡（工作員）：岸田森
- 鷺谷大尉：津川雅彦
- たつ（真介の母）：文野朋子
- つぐみ（真介の妹）：浅野温子
- ：大森暁美
他

## スタッフ
- 制作：大山勝美
- 原作：海渡英祐「燃えつきる日々」
- 脚本：高橋玄洋
- 音楽：三木敏悟
- 演出：高橋一郎、前川英樹
- ナレーション：鈴木史朗（当時：TBSアナウンサー）